# Sajgs
Sajgs este o arie protejată (arie specială de conservare — SAC, sit de importanță comunitară — SCI) din Suedia întinsă pe o suprafață de 91,3 ha, integral pe uscat.

## Localizare
Centrul sitului Sajgs este situat la coordonatele 57°43′32″N 18°53′50″E / 57.7255°N 18.8971°E.

## Înființare
Situl Sajgs a fost declarat sit de importanță comunitară în august 2015 pentru a proteja un număr necunoscut de specii din flora spontană și fauna sălbatică aflate în arealul zonei. Situl a fost protejat și ca arie specială de conservare în octombrie 2021.

## Biodiversitate
Situată în ecoregiunile boreală și marină baltică, aria protejată conține 5 habitate naturale: Alvar nordic și șisturi calcaroase precambriene, Taiga vestică, Vegetație perenă pe țărmurile stâncoase, Pajiști carstice calcaroase sau bazofile, de Alysso-Sedion albi, Mlaștini calcaroase cu Cladium mariscus și specii de Caricion davallianae.
La baza desemnării sitului se află un număr nedeclarat de specii protejate.
Pe lângă speciile protejate, pe teritoriul sitului au mai fost identificate 2 specii de nevertebrate.